# 1660 Wood
1660 Wood è un asteroide della fascia principale. Scoperto nel 1953, presenta un'orbita caratterizzata da un semiasse maggiore pari a 2,3935098 UA e da un'eccentricità di 0,3037608, inclinata di 20,55293° rispetto all'eclittica.
L'asteroide è dedicato all'astronomo sudafricano Harry Edwin Wood, secondo direttore del Republic Observatory.